# مایکل وایس (مدیر فوتبال)
مایکل وایس (انگلیسی: Michael Weiß؛ زادهٔ ۱۱ مارس ۱۹۶۵) بازیکن فوتبال اهل آلمان است.
وی در مسابقات کشوری و بین‌المللی در مجموع برندهٔ ۱ مدال برنز شده‌است.